# Friedrich Thomas (Maler)
Friedrich Thomas (* 7. März 1806 in Aachen; † 7. Juni 1879 ebenda)
war ein deutscher Maler des 19. Jahrhunderts.

## Leben
Zunächst musste er wie sein Vater den Beruf des Metzgers erlernen. Von seiner Mutter unterstützt, konnte er sich aber bei Johann Baptist Joseph Bastiné und anschließend ab 1826 an der Düsseldorfer Kunstakademie zum Maler ausbilden lassen. Es folgte eine Studienreise nach Italien. Von 1828 bis 1830 wohnte er in Rom. Seinem Skizzenbuch zufolge war Thomas am 30. Juli 1829 in Foligno und vom 1. bis 3. Oktober 1829 in Montefalco (13 km südlich von Foligno). Dieses Skizzenbuch war 1897 ein Fragment aus 36 Blättern und enthielt Zeichnungen nach Werken von Fra Angelico und Raffael (Schule von Athen und Borgobrand), italienische Landschafts- und Architekturskizzen aus Foligno, Montefalco, Rom und Ariccia sowie römische „Volkstypen“.
Am 5. Mai 1832 heiratete er Gertrud Körfer in Aachen. Dort war er als Porträt-, Historien-, Landschaftsmaler, Radierer und Zeichenlehrer tätig und gab als Nachfolger von Aegidius Johann Peter Joseph Scheuren 30 Jahre lang Zeichenunterricht an der Höheren Töchterschule St. Leonhard.
Thomas zählte zu den Aachener Künstlern, die sich an der ersten örtlich stattfindenden Gemäldeausstellung im Jahr 1837 beteiligten. Auf der Gedächtnisausstellung zu Ehren Bastinés war er mit seinem Selbstbildnis mit Gattin vertreten. Darüber hinaus waren seine Fachkenntnisse auf dem Gebiet des Kupferstichs nicht ohne Bedeutung.

## Werke
- Dr. Joseph Armbruster, Porträt des Burtscheider Badearztes (1848)
- Kinderbildnis Karl, Louise und Otto Schumacher (1853)
- Selbstbildnis an der Staffelei mit Frau (1860). Suermondt-Ludwig-Museum (SLM).
- Dr. med. Hermann Velten (geb. 1813 Ahrweiler, gest. 1869 Aachen, Badearzt Aachen) Porträt. SLM
- Johanna Velten (geb. Fonck 1814 Köln, gest. 1869 Wiesbaden, Gattin des Vorigen), Porträt. SLM.[5]
- Kopien von Raffaels Madonna del Granduca und Madonna della Sedia (1897 im Suermondt-Museum, Aachen)[6]
- Direktor Kribben, Porträt
- Hl. Alfons

Radierungen
- Thomas sen. Porträt
- P. Hasslacher, Porträt
- August von Reiman (Regierungspräsident Aachen), Porträt
- Marienbild im Münsterchor (Vorders.)[7]
- Der Heiland klopft um Einlass an (n. Offenb. Joh. 3, 20)
- Pieta
- Ponttor in Aachen (1897 Suermondt-Museum, Aachen)
- Kloster St. Leonhard in Aachen (1897 Suermondt-Museum, Aachen)[8]